# Deveta vrata
Deveta vrata (eng. The Ninth Gate), američki horor film iz 1999. godine kojeg je režirao i producirao Roman Polanski. Snimljen je u koprodukciji SAD-a, Portugala, Francuske i Španjolske, a temelji se donekle na književnom predložku Artura Péreza-Revertea Klub Dumas iz 1993. godine.
Premijera filma bila je 25. kolovoza 1999. godine u Španjolskoj, a film u kojem je glavna zvijezda američki glumac Johnny Depp podbacio je na američkom tržištu, ali je u svijetu ostvario veliku zaradu.

## Radnja filma
Dean Corso (Johnny Depp je stručnjak za procjenu, nabavu i prodaju rijetkih i starih knjiga te je u tom poslu iznimno uspješan. Po završetku posljednjeg uspješnog posla, Corso dobiva ponudu od tajanstvenog bogataša i kolekcionara okultnih knjiga Borisa Balkana (Frank Langella). Mora za njega pronaći druge dvije kopije stare knjige iz 17. stoljeća pod nazivom Deveta vrata Kraljevstva Sjenki za koju se vjeruju da ju je 1666. godine napisao sam Sotona. Jedan primjerak te knjige je u vlasništvu Balkana, ali on povjerava Corsu posao provjere njene autentičnosti usporedbom druga dva primjerka koje čuvaju bibliofili iz Europe. Čim je Corso prihvatio posao i uzeo knjigu, počinju se događati neobične stvari. Prvo je ubijen njegov prijatelj i vlasnik antikvarijata Bernie Ornstein (James Russo), a zatim Corso počinje primječivati kako ga posvuda prate. Jedan od motritelja je mladi crnac i Lianin tjelohranitelj (Tony Amoni), a druga je neobična i tajanstvena djevojka zelenih očiju (Emmanuelle Seigner) koja pazi na svaki njegov korak. Po dolasku u Europu, Andrewova udovica Liana Telfer (Lena Olin) uvjerava Corsa kako njen pokojni suprug zapravo nije namjeravao prodati knjigu te tvrdi kako je knjiga zapravo njena. Pokuša ga zavesti kako bi se domogla knjige, ali njen pokušaj završi neuspjehom. U Španjolskoj doznaje da je samo šest gravura u knjizi potpisao autor knjige Aristide Torchia koristeći svoje inicijale "A.T.", dok je preostale tri slike potpisao "L.C.F", odnosno Lucifer.
Corso putuje u Portugal kod vlasnika druge kopije, Vicotra Vargasa (Jack Taylor) gdje doznaje da su u njegovom primjerku druge tri slike označene inicijalima "L.C.F.", što čini razliku u odnosu na primjerak Telferove knjige koju mu je dao Balkan. Osim toga, i sami crteži nisu identični, već se razlikuju u nekim pojedinostima. Poslije Vargasova ubojstva, Corso nalazi njegovu poluspaljenu knjigu u kamenu i otkriva da su tri različita crteža istrgnuta iz nje. Zatim oslazi u Pariz kako bi se našao s trećom vlasnicom jednog od tri primjerka, barunicom Kessler (Barbara Jefford) kod koje otkriva da su opet druga tri crteža potpisana Luciferovim inicijalima. Uskoro shvaća da su upravo crteži koje potpisuje Lucifer ključ za prizivanje vraga. Međutim, za vrijeme istrživanja u knjižnici barunice Kessler, Corso je udaren u glavu i onesvješten, a knjižnica posvećena okultnim knjigama je zapaljena, a barunica ubijena. Nakon bijega iz zapaljene knjižnice, Corso se vratio u hotel da bi doznao kako je Balkanov primjerak knjige ukraden iz njegove hotelske sobe.

## Glavne uloge
- Johnny Depp kao Dean Corso - uspješan stručnjak za procjenu i kupoprodaju starih i rijetkih knjiga. Pomalo je beskrupulozan, ambiciozan i spreman čak i prevariti kako bi ostvario uspjeh. Posao koji prihvaća za tajanstvenog bibliofila odovodi ga u Europu gdje se nađe u izazovnim situacijama koje se izmjenjuju oko triju jedinih preostalih primjeraka stare knjige za čiji se original vjeruje da ga je napisao osobno Sotona.

- Frank Langella kao Boris Balkan - beskrupulozni multimiljunaš i strastveni bibliofil kojemu je životni cilj stvoriti najveću knjižnicu starih i rijetkih knjiga posvećenu Sotoni. U svojoj knjižnici posjeduje brojne drevne okultne i magijske rukopise, kao i knjigu Devet vrata Kraljevstva Sjenki za koju želi doznati je li original iz 17. stoljeća, budući da postoje još tva rukopisa te knjige. Balkan je, iako je unajmio Corsa, uvijek korak ispred njega i nadzire njegov rad, a ne preza ni od ubojstva kako bi ostvario svoje mračne namjere.

- Lena Olin kao Liana Telfer - mlađa supruga i udovica Andrewa Telfera, jednog od vlasnika jednog primjerka knjige koji je počinio samoubojstvo na samo početku radnje filma. Kako se radnja razvija, tako postaje jasno da je glavni razlog njene udaje bila činjenica što je njen pokojni suprug imao dovoljno novca za kupiti jednu tako vrijednu i staru knjigu koju ona želi budući da je vještica, porijeklom iz propale francuske aristokratske obitelji. Budući da je njenu knjigu kupio upravo Boris Balkan, gđa Telfer se okomila na Corsa koji taj primjerak nosi sa sobom, kako bi ga se domogla.

- Emmanuelle Seigner kao Djevojka - nepoznata i tajanstvena djevojka koja se uvijek iznenada pojavi kada je Corsu potrebna pomoć. Neobična je, prilično šutljiva i iskazuje nadnaravne sposobnosti. Corso je uvjeren da ju je poslao Balkan kako bi ga nadzirao, ali unatoč tome ne može u potpunosti objasniti njenu ulogu u cijeloj priči.

- James Russo kao Bernie Ornstein - vlasnik antikvarijata za stare i rijetke knjige koji surađuje s Deanom Corsom. Njihov je odnos prijateljski na što ukazuje i činjenica da mu Corso povjerava Balkanovu knjigu kako bi mu je pričuvao.

- Barbara Jefford kao barunica Kessler - plemkinja i stručnjakinja za okultno koja je život posvetila pisanju o okultizmu i magiji te stvorila veliku i bogatu knjižnicu zasnovanu na toj temi. Jedna od većih dragocjenosti njene knjižnice je upravo jedan od tri primjerka djela Devet vrata Kraljevstva Sjenki koje je napisao Aristide Torchia. Corso je isprva došao u sukob s barunicom, kada je doznala da ga je unajmio Boris Balkan s kojim je u neprijateljskim odnosima, ali nakon što ju je uspio zainteresirati, dozvolila mu je rad u njenoj knjižnici na usporedbi Balkanovog i njenog primjerka knjige.

## Lokacije snimanja filma
Film Deveta vrata snimljen je tijekom 1998. godine na nekoliko lokacija u Španjolskoj, Portugalu i Francuskoj. Osobito je zanimljiv dvorac Puivert, koji je smješten u departmanu Aude u Francuskoj, a koji se u filmu pojavljuje kao lokacija gdje se uz pomoć knjige može prizvati Sotona i otvoriti Deveta vrata za prolaz u drugu dimenziju postojanja. Druga važna lokacija iz filma je dvorac Ferrières, nekoć u vlasništvu obitelji Rothschild u kojem se odigrala scena okupljanja sotonskog kulta.

## Glazba
Glabu za film Deveta vrata skladao je Wojciech Kilar koji je već 1994. godine surađivao na filmu s Romanom Polanskim.

## Zarada
Proračun filma bio je 38 milijuna USD, a film je sveukupno zaradio 58,4 milijuna USD. Ostvario je podbačaj na američkom tržištu zaradivši ukupno 18,6 milijuna USD.